# Maruina chica
Maruina chica är en tvåvingeart som beskrevs av Charles L. Hogue 1973. Maruina chica ingår i släktet Maruina och familjen fjärilsmyggor.
Artens utbredningsområde är Costa Rica. Inga underarter finns listade i Catalogue of Life.